# Gyelpozhing
Gyelpozhing – miasto w Bhutanie, w dystrykcie Monggar.